# John Gillespie Magee Jr.
John Gillespie Magee, Jr. (9.6.1922 – 11.12.1941) là một phi công và nhà thơ người Mỹ  đã bị tử nạn do va chạm máy báy trên không phận Lincolnshire, Anh trong thời Chiến tranh thế giới thứ hai. Ông đã phục vụ trong Không lực Hoàng gia Canada, trước khi Hoa Kỳ chính thức tham chiến. Ông rất nổi tiếng về bài thơ High Flight (Chuyến bay cao).

## Thời niên thiếu
One evening in the dreamy scent of thyme
Where leaves were green, and whispered high above —
A grave as humble as it was sublime;
There, dreaming in the fading deeps of light —
The hands that thrilled to touch a woman's hair;
Brown eyes, that loved the Day, and looked on Night,
A soul that found at last its answered Prayer...
There daylight, as a dust, slips through the trees.
And drifting, gilds the fern around his grave —
Where even now, perhaps, the evening breeze
Steals shyly past the tomb of him who gave
New sight to blinded eyes; who sometimes wept —
A short time dearly loved; and after, — slept."
John Gillespie Magee sinh tại Thượng Hải, Trung Quốc. Cha ông là người Mỹ, còn mẹ là người Anh, cả hai đều là nhà truyền giáo của Anh giáo. Cha ông, John Magee Senior, xuất thân từ một gia đình khá giả và có thế lực ở Pittsburgh, Pennsylvania. Magee Senior trở thành mục sư của Giáo hội Tân giáo Hoa Kỳ (Episcopal Church in the United States of America) và được gửi sang truyền giáo ở Trung Quốc. Tại đây, ông đã gặp và kết hôn với Faith Emmeline Backhouse, đến từ Helmingham, Suffolk, Anh - một thành viên của Church Missionary Society. Hai ông bà kết hôn năm 1921, sinh ra Magee Jr. ngày 9.6.1922, người con cả trong số 4 anh em.
Magee Jr. bắt đầu học ở một trường của Mỹ tại Nam Kinh từ năm 1929. Năm 1931 Magee Jr. cùng với mẹ trở về Anh, chàng theo học trường nội trú dành cho học sinh nam St. Clare ở Walmer, Kent.
Từ năm 1935 tới năm 1939 Magee Jr. học ở trường Rugby School. Chàng đã phát triển năng khiếu thơ khi học trường này và đã đoạt một giải thưởng thơ của trường năm 1938. Chàng rất xúc động về bản danh sách những học trò trường Rugby hy sinh vì tổ quốc trong Chiến tranh thế giới thứ nhất. Trong danh sách này có nhà thơ Rupert Brooke (1887–1915), người mà Magee rất ngưỡng mộ. Brooke đã từng đoạt giải thơ của trường này 34 năm trước Magee. Bài thơ đoạt giải thưởng của Magee đề cập tới việc mai táng Brooke vào lúc 11 giờ đêm trong một bãi cây olive trên đảo Skyros của Hy Lạp.
Khi học ở trường Rugby, Magee đã gặp và yêu Elinor Lyon, con gái của thầy hiệu trưởng P. H. B. Lyon. Elinor đã trở thành nguồn thi hứng cho nhiều bài thơ của Magee. Mặc dù tình yêu của chàng không được đáp lại, chàng vẫn giữ tình bạn với Elinor và gia đình cô.
Magee đã sang thăm Hoa Kỳ năm 1939. Do Chiến tranh thế giới thứ hai bùng nổ, chàng không thể trở về trường Rugby để học nốt năm cuối, nên thay vào đó chàng đã vào học ở trường Avon Old Farms School tại Avon, Connecticut. Tháng 7 năm 1940, Magee được cấp một học bổng vào học Đại học Yale, nhưng chàng không ghi danh theo học mà chọn đăng ký vào Không lực Hoàng gia Canada trong tháng 10 cùng năm.

## Sự nghiệp
Magee Jr. gia nhập Không lực Hoàng gia Canada tháng 10 năm 1940 và được huấn luyện bay ở "Trường Huấn luyện bay cơ bản số 9" tọa lạc ở Sân bay St. Catharines, Ontario, sau đó là "Trường Huấn luyện bay phục vụ" (Service Flying Training School) số 2 ở RCAF Station Uplands (Ottawa). Magee đã đậu bằng phi công trong tháng 6 năm 1941.
Ngay sau kỳ thi tốt nghiệp, Magee được thăng cấp Pilot Officer (sĩ quan phi công), và được gửi sang Anh. Chàng được đưa vào học ở Operational Training Unit (Đơn vị Huấn luyện tác chiến) số 53 tại RAF Llandow, Wales. Sau khi tốt nghiệp, chàng được phân công về No. 412 Squadron RCAF (Phi đội Vận tải số 412 của Không quân Hoàng gia Anh), đóng ở RAF Digby (sân bay Digby cũ của Không lực Hoàng gia Anh) ngày 30.6.1941 và trở thành phi công lái máy bay Spitfire.

## Từ trần

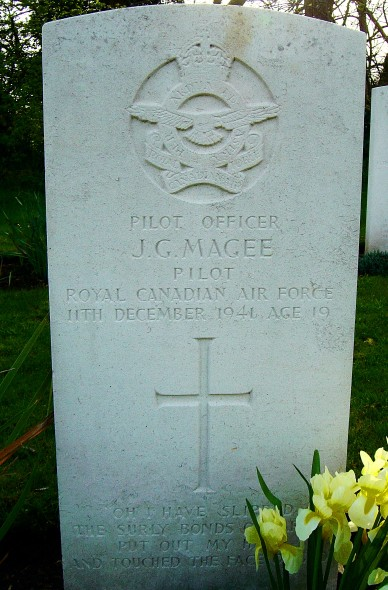
Ngôi mộ của Magee

Magee bị tử nạn ở tuổi 19, khi lái máy bay Spitfire bí số VZ-H, số thứ tự AD291. Chàng cất cánh cùng với các thành viên khác của Phi đội 412 từ căn cứ RAF Wellingore (gần Navenby & RAF Digby, cách căn cứ RAF Cranwell khoảng 3 dặm về phía tây bắc), nơi ngày nay đã chuyển thành đất nông nghiệp. Máy bay Spitfire của chàng đã va chạm trên không với một máy bay huấn luyện Airspeed Oxford cất cánh từ Cranwell, do Ernest Aubrey Griffin lái. Hai máy bay đụng nhau ngay dưới đám mây cách mặt đất khoảng 1.400 feet vào lúc 11:30, trên không phận thôn Roxholme, nằm giữa căn cứ Cranwell và căn cứ RAF Digby, ở Lincolnshire.
Tại cuộc điều tra sau đó, một nông dân đã làm chứng rằng ông đã nhìn thấy viên phi công lái máy bay Spitfire cố tìm cách đẩy lùi vòm kính che buồng lái máy bay về phía sau để nhảy ra ngoài. Viên phi công đã đứng lên để nhảy ra, nhưng máy bay đã quá gần mặt đất nên chiếc dù đã không thể bung ra, và chàng bị tử nạn. Cả Griffin - người lái máy bay huấn luyện Airspeed Oxford - cũng bị chết.
Magee được mai táng tại Nghĩa trang Thánh giá (Holy Cross Cemetery) Scopwick ở Lincolnshire, Anh vào lúc 2:30 giờ chiều ngày thứ bẩy 13.12.1941. Trên mộ, người ta đã khắc câu đầu và câu cuối bài thơ High Flight của chàng:
"Oh! I have slipped the surly bonds of Earth… 

…Put out my hand, and touched the face of God."
Ít lâu sau khi qua đời, Hermann Hagedorn đã viết quyển tiểu sử của Magee nhan đề Sunward I've Climbed, The Story of John Magee, Poet and Soldier, 1922–1941, xuất bản năm 1942.

## Bài thơHigh Flight
"Oh! I have slipped the surly bonds of Earth

 And danced the skies on laughter-silvered wings;

 Sunward I’ve climbed, and joined the tumbling mirth 

 of sun-split clouds, — and done a hundred things 

 You have not dreamed of — wheeled and soared and swung 

 High in the sunlit silence. Hov’ring there, 

 I’ve chased the shouting wind along, and flung 

 My eager craft through footless halls of air....

 Up, up the long, delirious, burning blue

 I’ve topped the wind-swept heights with easy grace.

 Where never lark, or even eagle flew —

 And, while with silent, lifting mind I've trod

 The high untrespassed sanctity of space,

 - Put out my hand, and touched the face of God."
Sau khi qua đời, Magee trở nên nổi tiếng về bài thơ High Flight theo thể sonnet, mà chàng bắt đầu làm ngày 18.8.1941, khi đồn trú tại Đơn vị Huấn luyện tác chiến số 53 ở Căn cứ RAF Llandow, xứ Wales, chỉ mấy tháng trước khi qua đời. Trong chuyến bay thứ 7 của mình trên máy bay Supermarine Spitfire, chàng đã bay cao tới 33.000 feet. Khi đang tiếp tục bay lên cao, chàng đã chợt nhớ tới những lời mà chàng đã đọc trong một bài thơ khác — "To touch the face of God." (Chạm tới dung nhan Thiên Chúa) – nên đã hoàn tất bài thơ này ngay sau khi hạ cánh.
Dường như, người đầu tiên đọc bài thơ này của Magee trong cùng ngày ở nhà ăn sĩ quan là viên sĩ quan phi công Michael Le Bas, bạn của chàng (sau này trở thành Air Vice-Marshal (tương đương thiếu tướng Không Quân), chỉ huy No. 1 Group RAF).
Magee đã chép bài thơ này vào mặt sau của một trang thư gửi cho cha mẹ. Cha của chàng - lúc đó làm mục sư phó của Nhà thờ thánh Gioan của Giáo hội Tân giáo ở Washington, DC. – đã in lại bài thơ này trong các ấn phẩm nhà thờ. Bài thơ được phổ biến rộng rãi nhờ những nỗ lực của Archibald MacLeish, lúc đó là quản thủ Thư viện Quốc hội Mỹ. Ông đã đưa bài thơ này vào trong một cuộc triển lãm những bài thơ được gọi là "Đức tin và Tự do" tại Thư viện Quốc hội Mỹ vào tháng 2 năm 1942. Bản sao của bản thảo bài thơ này hiện vẫn còn lưu ở Thư viện Quốc hội Mỹ.